# Жерард Піке
Жера́рд Піке́ Бернабе́у (кат. Gerard Piqué Bernabéu, МФА: [ʑəˈɾaɾd piˈke]; нар. 2 лютого 1987 року, Барселона, Каталонія, Іспанія) — іспанський футболіст, захисник. Відомий своєю підтримкою незалежності Каталонії.

## Клубна кар'єра

### Ранні роки
Жерард Піке є онуком віцепрезидента ФК «Барселони», Амадора Бернабеу. Він є вихованцем футбольної школи «Барселони».

### Манчестер Юнайтед
Піке у 2004 році був куплений Манчестером Юнайтед. Його дебют за цей клуб відбувся в матчі третього кола Кубка Англії проти «Ексетера», який завершився нічиєю. Постійно виступав у резервній команді. У 2005 році з ним був продовжений контракт до 2009 року. У сезоні 2006/2007 він на правах оренди був відправлений у «Сарагосу». Свій перший матч у Лізі Чемпіонів він провів 7 листопада 2007 року проти «Динамо» Київ, який завершився з рахунком 4:0, а Жерард у цьому матчі забив свій перший гол у Лізі чемпіонів.

### Барселона
27 травня 2008 року Жерард, після того як не зміг закріпитися в основі «Манчестера Юнайтед», підписав контракт з «Барселоною». Саме в цей час повністю розкрився його талант. Він швидко став гравцем основи в команді і доклав великих зусиль заради того успіху, якого вона досягла у 2009 році. У сезоні 2008/2009 Піке забив лише один м'яч, але цей гол можна вважати найважливішим в його кар'єрі, адже цим голом він завершив погром «Реала» в «Ель-Класико» з рахунком 2:6.
По закінченню сезону 2008/2009 Жерард Піке був номінований УЄФА на звання найкращого захисника того сезону разом з Джоном Террі та Неманьєю Відічем, але нагороду отримав Террі. 26 лютого 2010 року він продовжив контракт з «Барселоною» до 2015 року. У сезоні 2011/2012, 5 матчів поспіль отримував жовті картки. В одному з них відзначився голом. У 26 турі цього сезону, покинув поле на 46 хвилині матчу зі «Спортингом».
У наступному сезоні Піке теж оформив серію з 4 матчів, де отримав жовті картки. Відзначився голом у ворота «Атлетіка». У 20 турі заробив червону картку. Під час гри у чвертьфіналі Кубка Іспанії, відзначився голом. У півфіналі кубка проти мадридського «Реалу», отримав жовту картку вже на 1 хвилині матчу. На 92 хвилині гри проти «Хетафе», забив гол.
У сезоні 2013/2014, забив гол у Лізі чемпіонів, уразивши ворота «Аяксу». Наступний гол забив теж у Лізі чемпіонів, у ворота «Селтіка». У 20 і 21 турах чемпіонату, захисник відзначився голами.
У 2014 продовжив свій контракт до 2019 року.
3 листопада 2022 року оголосив про завершення кар'єри гравця.

## Збірна
Був включений до складу збірної Іспанії для участі у світовій першості 2010 року, за результатами якого іспанці уперше в історії стали чемпіонами світу. Під час фінального турніру у Південно-Африканській Республіці був основним центральним захисником команди, повністю провівши на полі усі сім матчів іспанців на турнірі. Разом з партнерами по захисту збірної Іспанії дозволив суперникам команди забити у її ворота лише 2 голи за 7 ігор.
За два роки також був основним центральним захисником «червоної фурії» на чемпіонаті Європи 2012 року, виходив на поле в усіх шести матчах команди, яка у підсумку завоювала третій у своїй історії титул континентальних чемпіонів.
Був гравцем стартового складу у першій грі збірної Іспанії на чемпіонаті світу 2014 року, в якій вона з рахунком 1:5 поступилася збірній Нідерландів. Після цього розгрому решту матчів спостерігав з лави для запасних, але чинні чемпіони світу не змогли оговтатися від стартового удару і припинили боротьбу за захист титулу вже на груповій стадії.
Захист титулу чемпіонів Європи на Євро-2016 для збірної Іспанії також склався невдало. Команда подолала груповий етап, проте вже у першому раунді плей-оф, на стадії 1/8 фіналу, поступилася збірній Італії, команді, яку чотирма роками раніше здолала у київському фіналі. Піке повністю відіграв у всіх чотирьох матчах збірної на турнірі та навіть приніс перемогу в першій грі групового етапу, ставши автором єдиного голу в протистоянні зі збірною Чехії.
У травні 2018 року був включений до заявки національної команди для участі у своїй третій світовій першості — тогорічному чемпіонаті світу в Росії.

## Цікаві факти
- Перебував в цивільному шлюбі з колумбійською співачкою Шакірою з 2011 по 2022 р., в них двоє дітей.
- Жерар Піке і Шакіра народилися в один день з різницею в десять років.
- Піке — власник іспанського футбольного клубу «Андорра» із третьої за рангом ліги-дивізіону — Сегунда Дивізіон Б. У січні 2020 року «Барселона» внесла новий пункт у контракти гравців, який забороняє займатися «нефутбольною діяльністю». Умови контракту для нових гравців отримали назву «пункт „анти-Піке“».[4]

## Статистика виступів

### Статистика клубних виступів
Станом на 23 травня 2018 року
| Сезон                         | Команда                       | Чемпіонат                     | Чемпіонат | Чемпіонат | Національний кубок | Національний кубок | Національний кубок | Континентальні кубки | Континентальні кубки | Континентальні кубки | Інші змагання | Інші змагання | Інші змагання | Усього | Усього |
| Сезон                         | Команда                       | Ліга                          | Ігор      | Голів     | Ліга               | Ігор               | Голів              | Ліга                 | Ігор                 | Голів                | Ліга          | Ігор          | Голів         | Ігор   | Голів  |
| ----------------------------- | ----------------------------- | ----------------------------- | --------- | --------- | ------------------ | ------------------ | ------------------ | -------------------- | -------------------- | -------------------- | ------------- | ------------- | ------------- | ------ | ------ |
| 2004–05                       | «Манчестер Юнайтед»           | ПЛ                            | 0         | 0         | КА+КЛ              | 1+1                | 0                  | ЛЧ                   | 1                    | 0                    | -             | -             | -             | 3      | 0      |
| 2005–06                       | «Манчестер Юнайтед»           | ПЛ                            | 3         | 0         | КА+КЛ              | 2+2                | 0                  | ЛЧ                   | 0                    | 0                    | -             | -             | -             | 7      | 0      |
| 2006–07                       | «Реал Сарагоса»               | ПД                            | 22        | 2         | КІ                 | 6                  | 1                  | -                    | -                    | -                    | -             | -             | -             | 28     | 3      |
| 2007–08                       | «Манчестер Юнайтед»           | ПЛ                            | 9         | 0         | КА+КЛ              | 0+1                | 0                  | ЛЧ                   | 3                    | 2                    | СКА           | 0             | 0             | 13     | 2      |
| Усього за «Манчестер Юнайтед» | Усього за «Манчестер Юнайтед» | Усього за «Манчестер Юнайтед» | 12        | 0         |                    | 7                  | 0                  |                      | 4                    | 2                    |               | 0             | 0             | 23     | 2      |
| 2008–09                       | «Барселона»                   | ПД                            | 25        | 1         | КІ                 | 6                  | 1                  | ЛЧ                   | 14                   | 1                    | -             | -             | -             | 45     | 3      |
| 2009–10                       | «Барселона»                   | ПД                            | 32        | 2         | КІ                 | 1                  | 0                  | ЛЧ                   | 12                   | 2                    | СІ+СУ+КЧС     | 2+1+2         | 0             | 49     | 4      |
| 2010–11                       | «Барселона»                   | ПД                            | 31        | 3         | КІ                 | 7                  | 0                  | ЛЧ                   | 12                   | 1                    | СІ            | 1             | 0             | 51     | 4      |
| 2011–12                       | «Барселона»                   | ПД                            | 22        | 2         | КІ                 | 8                  | 0                  | ЛЧ                   | 5                    | 0                    | СІ+СУ+КЧС     | 2+0+1         | 0             | 38     | 2      |
| 2012–13                       | «Барселона»                   | ПД                            | 28        | 2         | КІ                 | 4                  | 1                  | ЛЧ                   | 10                   | 0                    | СІ            | 2             | 0             | 44     | 3      |
| 2013–14                       | «Барселона»                   | ПД                            | 26        | 2         | КІ                 | 2                  | 0                  | ЛЧ                   | 9                    | 2                    | СІ            | 2             | 0             | 39     | 4      |
| 2014–15                       | «Барселона»                   | ПД                            | 27        | 5         | КІ                 | 6                  | 1                  | ЛЧ                   | 11                   | 1                    | -             | -             | -             | 44     | 7      |
| 2015–16                       | «Барселона»                   | ПД                            | 30        | 2         | КІ                 | 5                  | 2                  | ЛЧ                   | 7                    | 1                    | СУ+СІ+КЧС     | 1+1+2         | 0             | 46     | 5      |
| 2016–17                       | «Барселона»                   | ПД                            | 25        | 2         | КІ                 | 7                  | 0                  | ЛЧ                   | 8                    | 1                    | СІ            | 1             | 0             | 41     | 3      |
| 2017–18                       | «Барселона»                   | ПД                            | 21        | 1         | КІ                 | 7                  | 1                  | ЛЧ                   | 8                    | 1                    | СІ            | 2             | 0             | 38     | 3      |
| Усього за «Барселону»         | Усього за «Барселону»         | Усього за «Барселону»         | 267       | 22        |                    | 53                 | 6                  |                      | 96                   | 10                   |               | 19            | 0             | 435    | 38     |
| Усього за кар'єру             | Усього за кар'єру             | Усього за кар'єру             | 301       | 24        |                    | 66                 | 7                  |                      | 100                  | 12                   |               | 19            | 0             | 486    | 43     |

### Статистика виступів за збірну
Станом на 23 травня 2018 року
| Дата       | Місто                  | Господарі            | Результат               | Гості             | Турнір                | Голи | Примітки                         |
| ---------- | ---------------------- | -------------------- | ----------------------- | ----------------- | --------------------- | ---- | -------------------------------- |
| 11-2-2009  | Севілья                | Іспанія              | 2 – 0                   | Англія            | товариський матч      | -    |                                  |
| 28-3-2009  | Мадрид                 | Іспанія              | 1 – 0                   | Туреччина         | Відбір до ЧС 2010     | 1    |                                  |
| 1-4-2009   | Стамбул                | Туреччина            | 1 – 2                   | Іспанія           | Відбір до ЧС 2010     | -    |                                  |
| 17-6-2009  | Блумфонтейн            | Іспанія              | 1 – 0                   | Ірак              | Кубок Конфедерацій    | -    |                                  |
| 20-6-2009  | Блумфонтейн            | Іспанія              | 2 – 0                   | ПАР               | Кубок Конфедерацій    | -    | 56'                              |
| 24-6-2009  | Блумфонтейн            | Іспанія              | 0 – 2                   | США               | Кубок Конфедерацій    | -    | 89'                              |
| 28-6-2009  | Рустенбург             | Іспанія              | 3 – 2 д.ч.              | ПАР               | Кубок Конфедерацій    | -    | 77'                              |
| 12-8-2009  | Скоп'є                 | Північна Македонія   | 2 – 3                   | Іспанія           | товариський матч      | 1    |                                  |
| 5-9-2009   | Ла-Корунья             | Іспанія              | 5 – 0                   | Бельгія           | Відбір до ЧС 2010     | 1    |                                  |
| 9-9-2009   | Мерида                 | Іспанія              | 3 – 0                   | Естонія           | Відбір до ЧС 2010     | -    |                                  |
| 10-10-2009 | Єреван                 | Вірменія             | 1 – 2                   | Іспанія           | Відбір до ЧС 2010     | -    | 46'                              |
| 14-10-2009 | Зениця                 | Боснія і Герцеговина | 2 – 5                   | Іспанія           | Відбір до ЧС 2010     | 1    | 77'                              |
| 14-11-2009 | Мадрид                 | Іспанія              | 2 – 1                   | Аргентина         | товариський матч      | -    |                                  |
| 3-3-2010   | Сен-Дені               | Франція              | 0 – 2                   | Іспанія           | товариський матч      | -    |                                  |
| 29-5-2010  | Інсбрук                | Іспанія              | 3 – 2                   | Саудівська Аравія | товариський матч      | -    |                                  |
| 8-6-2010   | Мурсія                 | Іспанія              | 6 – 0                   | Польща            | товариський матч      | -    |                                  |
| 16-6-2010  | Дурбан                 | Іспанія              | 0 – 1                   | Швейцарія         | ЧС 2010 - 1-й етап    | -    |                                  |
| 21-6-2010  | Йоганнесбург           | Іспанія              | 2 – 0                   | Гондурас          | ЧС 2010 - 1-й етап    | -    |                                  |
| 25-6-2010  | Преторія               | Чилі                 | 1 – 2                   | Іспанія           | ЧС 2010 - 1-й етап    | -    |                                  |
| 29-6-2010  | Кейптаун               | Іспанія              | 1 – 0                   | Португалія        | ЧС 2010 - 1/8 фіналу  | -    |                                  |
| 3-7-2010   | Йоганнесбург           | Іспанія              | 1 – 0                   | Парагвай          | ЧС 2010 - чвертьфінал | -    | 57'                              |
| 7-7-2010   | Дурбан                 | Німеччина            | 0 – 1                   | Іспанія           | ЧС 2010 - півфінал    | -    |                                  |
| 11-7-2010  | Йоганнесбург           | Нідерланди           | 0 – 1                   | Іспанія           | ЧС 2010 - Фінал       | -    |                                  |
| 11-8-2010  | Мехіко                 | Мексика              | 1 – 1                   | Іспанія           | товариський матч      | -    | 65'                              |
| 3-9-2010   | Вадуц                  | Ліхтенштейн          | 0 – 4                   | Іспанія           | Відбір до ЧЄ 2012     | -    |                                  |
| 7-9-2010   | Буенос-Айрес           | Аргентина            | 4 – 1                   | Іспанія           | товариський матч      | -    |                                  |
| 8-10-2010  | Саламанка              | Іспанія              | 3 – 1                   | Литва             | Відбір до ЧЄ 2012     | -    |                                  |
| 12-10-2010 | Глазго                 | Шотландія            | 2 – 3                   | Іспанія           | Відбір до ЧЄ 2012     | -    |                                  |
| 17-11-2010 | Лісабон                | Португалія           | 4 – 0                   | Іспанія           | товариський матч      | -    | 46'                              |
| 9-2-2011   | Мадрид                 | Іспанія              | 1 – 0                   | Колумбія          | товариський матч      | -    | 6'                               |
| 25-3-2011  | Гранада                | Іспанія              | 2 – 1                   | Чехія             | Відбір до ЧЄ 2012     | -    |                                  |
| 29-3-2011  | Каунас                 | Литва                | 1 – 3                   | Іспанія           | Відбір до ЧЄ 2012     | -    | 90'                              |
| 4-6-2011   | Фоксборо (Массачусетс) | США                  | 0 – 4                   | Іспанія           | товариський матч      | -    |                                  |
| 10-8-2011  | Барі                   | Італія               | 2 – 1                   | Іспанія           | товариський матч      | -    | 45'                              |
| 7-10-2011  | Прага                  | Чехія                | 0 – 2                   | Іспанія           | Відбір до ЧЄ 2012     | -    |                                  |
| 11-10-2011 | Аліканте               | Іспанія              | 3 – 1                   | Шотландія         | Відбір до ЧЄ 2012     | -    |                                  |
| 12-11-2011 | Лондон                 | Англія               | 1 – 0                   | Іспанія           | товариський матч      | -    |                                  |
| 29-2-2012  | Малага                 | Іспанія              | 5 – 0                   | Венесуела         | товариський матч      | -    |                                  |
| 3-6-2012   | Севілья                | Іспанія              | 1 – 0                   | КНР               | товариський матч      | -    | 56'                              |
| 10-6-2012  | Гданськ                | Іспанія              | 1 – 1                   | Італія            | ЧЄ 2012 - 1-й етап    | -    |                                  |
| 14-6-2012  | Гданськ                | Іспанія              | 4 – 0                   | Ірландія          | ЧЄ 2012 - 1-й етап    | -    |                                  |
| 18-6-2012  | Гданськ                | Хорватія             | 0 – 1                   | Іспанія           | ЧЄ 2012 - 1-й етап    | -    |                                  |
| 23-6-2012  | Донецьк                | Іспанія              | 2 – 0                   | Франція           | ЧЄ 2012 - чвертьфінал | -    |                                  |
| 27-6-2012  | Донецьк                | Іспанія              | 0 – 0 (4 - 2 п.п.)      | Португалія        | ЧЄ 2012 - півфінал    | -    |                                  |
| 1-7-2012   | Київ                   | Іспанія              | 4 – 0                   | Італія            | ЧЄ 2012 - Фінал       | -    | 25' - 3-й титул чемпіонів Європи |
| 15-8-2012  | Баямон (Пуерто-Рико)   | Пуерто-Рико          | 1 – 2                   | Іспанія           | товариський матч      | -    | 46'                              |
| 7-9-2012   | Понтеведра             | Іспанія              | 5 – 0                   | Саудівська Аравія | товариський матч      | -    | 46'                              |
| 11-9-2012  | Тбілісі                | Грузія               | 0 – 1                   | Іспанія           | Відбір до ЧС 2014     | -    |                                  |
| 6-2-2013   | Доха                   | Іспанія              | 3 – 1                   | Уругвай           | товариський матч      | -    | 46'                              |
| 22-3-2013  | Хіхон                  | Іспанія              | 1 – 1                   | Фінляндія         | Відбір до ЧС 2014     | -    |                                  |
| 26-3-2013  | Сен-Дені               | Франція              | 0 – 1                   | Іспанія           | Відбір до ЧС 2014     | -    |                                  |
| 8-6-2013   | Маямі-Ґарденс          | Іспанія              | 2 – 1                   | Гаїті             | товариський матч      | -    | 46'                              |
| 11-6-2013  | Нью-Йорк               | Іспанія              | 2 – 0                   | Ірландія          | товариський матч      | -    |                                  |
| 16-6-2013  | Ресіфі                 | Іспанія              | 2 – 1                   | Уругвай           | Кубок Конфедерацій    | -    | 36'                              |
| 23-6-2013  | Форталеза              | Нігерія              | 0 – 3                   | Іспанія           | Кубок Конфедерацій    | -    |                                  |
| 27-6-2013  | Форталеза              | Іспанія              | 0 – 0 д.ч. (7 – 6 п.п.) | Італія            | Кубок Конфедерацій    | -    | 106'                             |
| 30-6-2013  | Ріо-де-Жанейро         | Бразилія             | 3 – 0                   | Іспанія           | Кубок Конфедерацій    | -    | 68'                              |
| 11-10-2013 | Пальма (місто)         | Іспанія              | 2 – 1                   | Білорусь          | Відбір до ЧС 2014     | -    | 33'                              |
| 15-10-2013 | Альбасете              | Іспанія              | 2 – 0                   | Грузія            | Відбір до ЧС 2014     | -    |                                  |
| 30-5-2014  | Севілья                | Іспанія              | 2 – 0                   | Болівія           | товариський матч      | -    | 46'                              |
| 13-6-2014  | Салвадор (Бразилія)    | Іспанія              | 1 – 5                   | Нідерланди        | ЧС 2014 - 1-й етап    | -    |                                  |
| 9-10-2014  | Жиліна                 | Словаччина           | 2 – 1                   | Іспанія           | Відбір до ЧЄ 2016     | -    |                                  |
| 12-10-2014 | Люксембург             | Люксембург           | 0 – 4                   | Іспанія           | Відбір до ЧЄ 2016     | -    | 75'                              |
| 15-11-2014 | Уельва                 | Іспанія              | 3 – 0                   | Білорусь          | Відбір до ЧЄ 2016     | -    |                                  |
| 18-11-2014 | Віго                   | Іспанія              | 0 – 1                   | Німеччина         | товариський матч      | -    | 46'                              |
| 27-3-2015  | Севілья                | Іспанія              | 1 – 0                   | Україна           | Відбір до ЧЄ 2016     | -    |                                  |
| 31-3-2015  | Амстердам              | Нідерланди           | 2 – 0                   | Іспанія           | товариський матч      | -    | 68'                              |
| 11-6-2015  | Леон                   | Іспанія              | 2 – 1                   | Коста-Рика        | товариський матч      | -    | 58'                              |
| 14-6-2015  | Борисов (місто)        | Білорусь             | 0 – 1                   | Іспанія           | Відбір до ЧЄ 2016     | -    |                                  |
| 5-9-2015   | Ов'єдо                 | Іспанія              | 2 – 0                   | Словаччина        | Відбір до ЧЄ 2016     | -    |                                  |
| 8-9-2015   | Скоп'є                 | Північна Македонія   | 0 – 1                   | Іспанія           | Відбір до ЧЄ 2016     | -    |                                  |
| 9-10-2015  | Логроньйо              | Іспанія              | 4 – 0                   | Люксембург        | Відбір до ЧЄ 2016     | -    |                                  |
| 13-11-2015 | Аліканте               | Іспанія              | 2 – 0                   | Англія            | товариський матч      | -    |                                  |
| 24-3-2016  | Удіне                  | Італія               | 1 – 1                   | Іспанія           | товариський матч      | -    | 73'                              |
| 27-3-2016  | Клуж-Напока            | Румунія              | 0 – 0                   | Іспанія           | товариський матч      | -    | 52'                              |
| 1-6-2016   | Зальцбург              | Іспанія              | 6 – 1                   | Південна Корея    | товариський матч      | -    | 59'                              |
| 7-6-2016   | Хетафе                 | Іспанія              | 0 – 1                   | Грузія            | товариський матч      | -    |                                  |
| 13-6-2016  | Тулуза                 | Іспанія              | 1 – 0                   | Чехія             | ЧЄ 2016 - 1-й етап    | 1    |                                  |
| 17-6-2016  | Ніцца                  | Іспанія              | 3 – 0                   | Туреччина         | ЧЄ 2016 - 1-й етап    | -    |                                  |
| 21-6-2016  | Бордо                  | Хорватія             | 2 – 1                   | Іспанія           | ЧЄ 2016 - 1-й етап    | -    |                                  |
| 27-6-2016  | Сен-Дені               | Італія               | 2 – 0                   | Іспанія           | ЧЄ 2016 - 1/8 фіналу  | -    | кап.                             |
| 1-9-2016   | Брюссель               | Бельгія              | 0 – 2                   | Іспанія           | товариський матч      | -    | 59'                              |
| 5-9-2016   | Леон                   | Іспанія              | 8 – 0                   | Ліхтенштейн       | Відбір до ЧС 2018     | -    |                                  |
| 6-10-2016  | Турин                  | Італія               | 1 – 1                   | Іспанія           | Відбір до ЧС 2018     | -    | 85'                              |
| 9-10-2016  | Шкодер (місто)         | Албанія              | 0 – 2                   | Іспанія           | Відбір до ЧС 2018     | -    |                                  |
| 24-3-2017  | Хіхон                  | Іспанія              | 4 – 1                   | Ізраїль           | Відбір до ЧС 2018     | -    |                                  |
| 28-3-2017  | Сен-Дені               | Франція              | 0 – 2                   | Іспанія           | товариський матч      | -    |                                  |
| 7-6-2017   | Мурсія                 | Іспанія              | 2 – 2                   | Колумбія          | товариський матч      | -    | 56'                              |
| 11-6-2017  | Скоп'є                 | Північна Македонія   | 1 – 2                   | Іспанія           | Відбір до ЧС 2018     | -    |                                  |
| 2-9-2017   | Мадрид                 | Іспанія              | 3 – 0                   | Італія            | Відбір до ЧС 2018     | -    |                                  |
| 5-9-2017   | Вадуц                  | Ліхтенштейн          | 0 – 8                   | Іспанія           | Відбір до ЧС 2018     | -    |                                  |
| 6-10-2017  | Аліканте               | Іспанія              | 3 – 0                   | Албанія           | Відбір до ЧС 2018     | -    | 48' - 60'                        |
| 9-10-2017  | Єрусалим               | Ізраїль              | 0 – 1                   | Іспанія           | Відбір до ЧС 2018     | -    |                                  |
| 11-11-2017 | Малага                 | Іспанія              | 5 – 0                   | Коста-Рика        | товариський матч      | -    | 46'                              |
| 14-11-2017 | Санкт-Петербург        | Росія                | 3 – 3                   | Іспанія           | товариський матч      | -    |                                  |
| 23-3-2018  | Дюссельдорф            | Німеччина            | 1 – 1                   | Іспанія           | товариський матч      | -    | 51'                              |
| 27-3-2018  | Мадрид                 | Іспанія              | 6 – 1                   | Аргентина         | товариський матч      | -    | 76'                              |
| Усього     |                        | Матчів (14 місце)    | 96                      |                   | Голів                 | 5    |                                  |

## Досягнення
Збірна Іспанії
- Чемпіон світу (1): 2010
- Чемпіон Європи (1): 2012
- Чемпіон Європи U-19 (1): 2006

 Манчестер Юнайтед
- Переможець Ліги чемпіонів УЄФА (1): 2007/08,
- Чемпіон Англії (1): 2007/08
- Володар Кубку Футбольної ліги (1): 2005—06
- Володар Суперкубка Англії (1): 2007

 Барселона
- Переможець клубного чемпіонату світу (3): 2009, 2011, 2015
- Переможець Ліги чемпіонів УЄФА (3): 2008/09, 2010/11, 2014/15
- Володар Суперкубка УЄФА (3): 2009, 2011, 2015
- Чемпіон Іспанії (8): 2008/09, 2009/10, 2010/11, 2012/13, 2014/15, 2015/16, 2017/18, 2018/19
- Володар Кубка Іспанії (7): 2008/09, 2011/12, 2014/15, 2015/16, 2016/17, 2017/18, 2020/21
- Володар Суперкубка Іспанії (6): 2009, 2010, 2011, 2013, 2016, 2018